# Leucoma pura
Leucoma pura är en fjärilsart som beskrevs av Collenette 1932. Leucoma pura ingår i släktet Leucoma och familjen tofsspinnare. Inga underarter finns listade i Catalogue of Life.